# Sassnitz
Sassnitz, tidligere Saßnitz, er en by og kommune i det nordøstlige Tyskland, beliggende på halvøen Jasmund i den nordøstlige del af Rügen. Byen hører under Landkreis Vorpommern-Rügen i delstaten Mecklenburg-Vorpommern. Sassnitz er mest kendt for sine kursteder og sandstrande samt havn og færgeruter fra Fährhafen Sassnitz til Bornholm, Trelleborg i Sverige, samt St. Petersborg i Rusland. Byen har 10.813 indbyggere (2007)[kilde mangler].
Øst for Sassnitz ligger den 118 meter høje kridtskrænt Königsstuhl. Foruden klitskrænterne er landskabet omkring byen præget af heder, små søer og mindre skove. I nærheden af Königsstuhl ligger den indtil 170 meter lange, 150 meter brede og 11 meter dybe Herthasee.

## Historie
Området omkring Sassnitz har været beboet siden bronzealderen. De mange kæmpehøje viser dette tydelig. Det nord for byen beliggende Burgwälle am „Hengst“ og Buddenhagener „Schloßberg“ viser, at bebyggelserne også har været beboet af venderne.
Først i 1906 blev bonde- og fiskerlandsbyen Crampas og fiskerlejet Sassnitz til "Sassnitz kommune". Fiskeriet var (og er) betydningsfuldt. Byboernes ønske om ferie ved havet, førte i slutningen af det 19. århundrede til, at der kom mange turister til Rügen.
I 1871 blev vejen til Sassnitz udvidet, 1891 blev egnen omkring Bergen tilsluttet jernbanenettet, fra 1878 var der skibsforbindelse til Stettin (i dag i Polen), i 1889 blev også havnen i Sassnitz anlagt og kort tid efter skibsforbindelser til Rønne, Trelleborg og Memel. De nye forbindelser gjorde, at byen voksede hurtigt. Kridtindustrien blev udbygget, fiskeri og fiskeindustrien blev dominerende og turismen voksede.
I begyndelsen af det 20. århundrede kom strandpromenaden med pensioner og hoteller. Efter etableringen af færge og postdamperlinier, opstod der nye villakvarterer.
Sassnitz blev i slutningen af februar 1945 en vigtig flugthavn for flygtninge fra øst. Natten til den 6. til 7. marts 1945 bombede 191 britiske bombefly skibene i havnen og på reden. Derved blev 17 fartøjer sænket. I det 20 minutter lange luftangreb døde 1200 mennesker.
Først i 1957 fik Sassnitz sine købstadsrettigheder. Fiskeindustrien blev i denne tid udvidet yderligere.

## Venskabsbyer
Sassnitz er venskabsby med følgende byer:
- Cuxhaven, Tyskland
- Trelleborg, Sverige
- Kingisepp, Rusland

## Eksterne links
- Wikimedia Commons har flere filer relateret til Sassnitz